# Ecluza Agigea
Ecluza Agigea este un sistem de ecluze gemene de pe canalul Dunăre-Marea Neagră, situat la km fluvial 62+498 al canalului și la 1,9 km în amonte de Portul Constanța Sud. Ecluza este operată și întreținută de Administrația Canalelor Navigabile.

## Istoric
Ecluza a fost realizată în cadrul lucrărilor de construire a canalului Dunăre-Marea Neagră, începute în 1976, și a fost inaugurată odată cu acesta pe 26 mai 1984. În amontele și avalul ecluzei au fost realizate două avanporturi pentru operațiunile de staționare și așteptare a vaselor în vederea ecluzării. Sasurile au dimensiuni identice cu cele ale ecluzei Cernavodă.
Ecluza Agigea este traversată de calea ferată București–Constanța–Mangalia, pe un pod amplasat în avalul ecluzei. La sud se află Gara Agigea Ecluză, o gară care deservește comuna Agigea.
În zona avanportului amonte au fost realizate construcții hidrotehnice pentru racordarea la canal a râului Lazu. Clădirea administrației canalului navigabil și depozitele pentru echipamente și piese de schimb au fost și ele construite în incinta ecluzei.
În octombrie 2018, Administrația Canalelor Navigabile a anunțat un proiect de reluare a croazierelor turistice pe canalul Dunăre–Marea Neagră, între porturile Constanța Sud - Agigea și Murfatlar. Pentru realizarea acestuia s-a propus obținerea aprobării de tranzitare gratuită a ecluzei Agigea de către vasele implicate în proiect.

## Caracteristici dimensionale
Ecluza are o lungime de 310 metri, o lățime de 25 de metri, iar adâncimea apei este de 7,5 m. Este echipată cu descărcători pentru ape mari, galerii de evacuare pentru viituri și disipatoare de energie. Instalația de ridicare este acționată de o stație de aer comprimat alimentată de două centrale hidroelectrice situate la capul amonte al ecluzelor, cu puterea instalată de 2 x 5 = 10 MW. Acestea sunt conectate la o stație de transformare de 20/5 MW, montată și ea în incinta ecluzei. Pentru prevenirea degradărilor cauzate de apa sărată, ecluza Agigea este prevăzută cu instalații pentru preîntâmpinarea salinizării apei din bieful 2 al canalului.
Fiecare din cele două sasuri ale ecluzei poate transporta un remorcher și 6 barje cu o capacitate de 3000 de tone sau un vas maritim cu o capacitate de 5000 de tone. Timpul de traversare a întregului sistem de hidro-navigație variază între minim 12 minute și maxim 60 de minute.